# ベン・シラのアルファベット

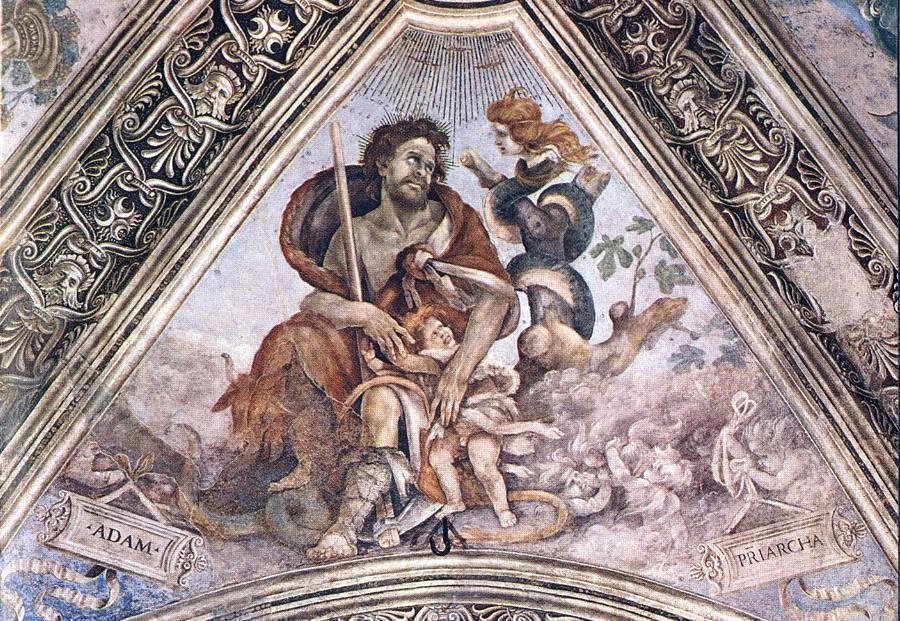
子供を捕えようとするリリスから子供を守るアダム。

『ベン・シラのアルファベット』（英: Alphabet of ben Sirach、אלפא-ביתא דבן סירא〔Alpā-Bethā də-Ben Sirā〕）ヘレニズム時代の文献『シラ書』に触発されて中世で作られた著者不明の文書で、ミドラーシュの一種とされている。この作品は風刺的な側面を持っており、オナニー、近親相姦、鼓腸の描写が含まれている。この文書はラテン語、イディッシュ語、ラディーノ語、フランス語、ドイツ語に翻訳されている。

## 文献
- Steinschneider, Moritz Alphabeticum Syracidis, Berlin (1854).
- Steinschneider, Moritz Alphabetum Siracidis utrumque, cum expositione antiqua (narrationes et fabulas continente), Berlin (1858).
- Börner-Klein, Dagmar Das Alphabet des Ben Sira: Hebräisch-deutsche Textausgabe mit einer Interpretation, marixverlag, (2007). ISBN 978-3865391292